# Гінекологічний огляд
Гінекологічний огляд (вужче: обстеження малого тазу) — фізикальне обстеження зовнішніх і внутрішніх жіночих статевих органів, що включає зовнішнє (огляд грудей та вульви) та внутрішнє обстеження (вагінальна пальпація, огляд з дзеркалом, мазок на мікрофлору й ІПСШ та ПАП-тест. Регулярний профілактичний огляд рекомендується 1-2 рази на рік кожній жінці незалежно від симптомів і сексуальної активності, починаючи з 14—16 років. Дівчатам до початку сексуального життя рекомендовано зовнішній огляд та ультразвукове обстеження. Для жінки, яка займається сексом, щорічний огляд обов'язковий.
Введені в медичну практику з розвитком гінекології, огляди допомагають вчасно виявляти та діагностувати порушення або вроджені хвороби жіночої репродуктивної та сечовивідної систем. Також застосовуються у веденні вагітності, у випадках сексуального насильства.

## Показання до огляду
Щорічний профілактичний «огляд здорової жінки» без гінекологічних симптомів для раннього виявлення безсимптомних захворювань, таких як ІПСШ, кісти, раки, щоб вчасно почати лікування. Гінекологічний огляд є частиною звичайної профілактичної допомоги.
Крім цього, обстеження органів малого тазу та грудей проводяться в таких випадках: 
- Симптоми гінекологічного захворювання (біль, сверблячка, деформація, зміна стану шкіри, висипи чи утворення на репродуктивних органах, вагінальні виділення, відмінні від нормальних (включаючи кровотечу), менструальні порушення, нетримання сечі, розлади сексуального життя чи інший дискомфорт, пов'язаний з репродуктивною та сексуальною сферами),
- Регулярний скринінг на дисплазію шийки матки,
- Лікування гінекологічних розладів або злоякісних новоутворень зі спільним прийняттям рішень разом з пацієнткою[4].
- Ведення вагітності (при постановці на облік, першу половину вагітності раз на місяць, з 28—29 тижня — раз на 2 тижні, а з 36 тижня рекомендовані щоденні огляди. Обов'язкові огляди також на 30 тиждень та перед пологами).
- Експертиза у випадках сексуального насильства[3][2];
- Оцінка репродуктивної анатомії жінки під час підготовки до гінекологічних процедур[5].

## Перший огляд та підготовка
Перший гінекологічний огляд, за відсутності скарг, проводиться у 14—16 років, зі статевим дозріванням. Дівчатам до початку сексуального життя рекомендовано лише зовнішній огляд без огляду з гінекологічним дзеркалом. За необхідності провести ультразвукове обстеження воно можливе абдомінально або ректально й може дати інформацію про еластичність вагінальних стінок та наявність об'ємних утворень. За відсутності сексуального життя дівчатам рекомендують огляд принаймні раз на рік.
Перед оглядом необхідно підготувати інформацію про день менструального циклу, середню тривалість менструації в днях, вік початку менструацій та вік встановлення регулярного менструального циклу, перенесені гінекологічні захворювання та процедури, кількість та перебіг вагітностей і пологів, поточну сексуальну активність, вживані засоби безпечного сексу та контрацепції.
Aмериканський коледж лікарів (АСР) виявив докази шкоди, завданої пацієнткам при оглядах, зокрема надмірно болісний огляд, репродуктивний тиск (спонукання до вагітності та народження дітей), засудження чи присоромлення за сексуальну активність, лесбофобні та біфобні зауваження.
Гінекологічні огляди не проводять під час менструацій (крім кризових станів). Напередодні рекомендується утриматися від статевого акту, використання тампонів, вагінальних спреїв та вагінальних свічок. Спринцювання вимиває вагінальну мікрофлору, тому його робити не можна. Видалення волосся на лобку та вульві не є необхідним для огляду. В день перед огляду (зранку) необхідно вимити вульву чистою теплою водою та опорожнити кишечник, а безпосередньо перед оглядом випорожнити сечовий міхур. 
За необхідності сучасні аптеки пропонують гінекологічні набори, які містять одноразовий розширник, щіточку для взяття мазка, гінекологічний шпатель, ватний аплікатор, рукавички, бахіли та пелюшку.

## Процедура

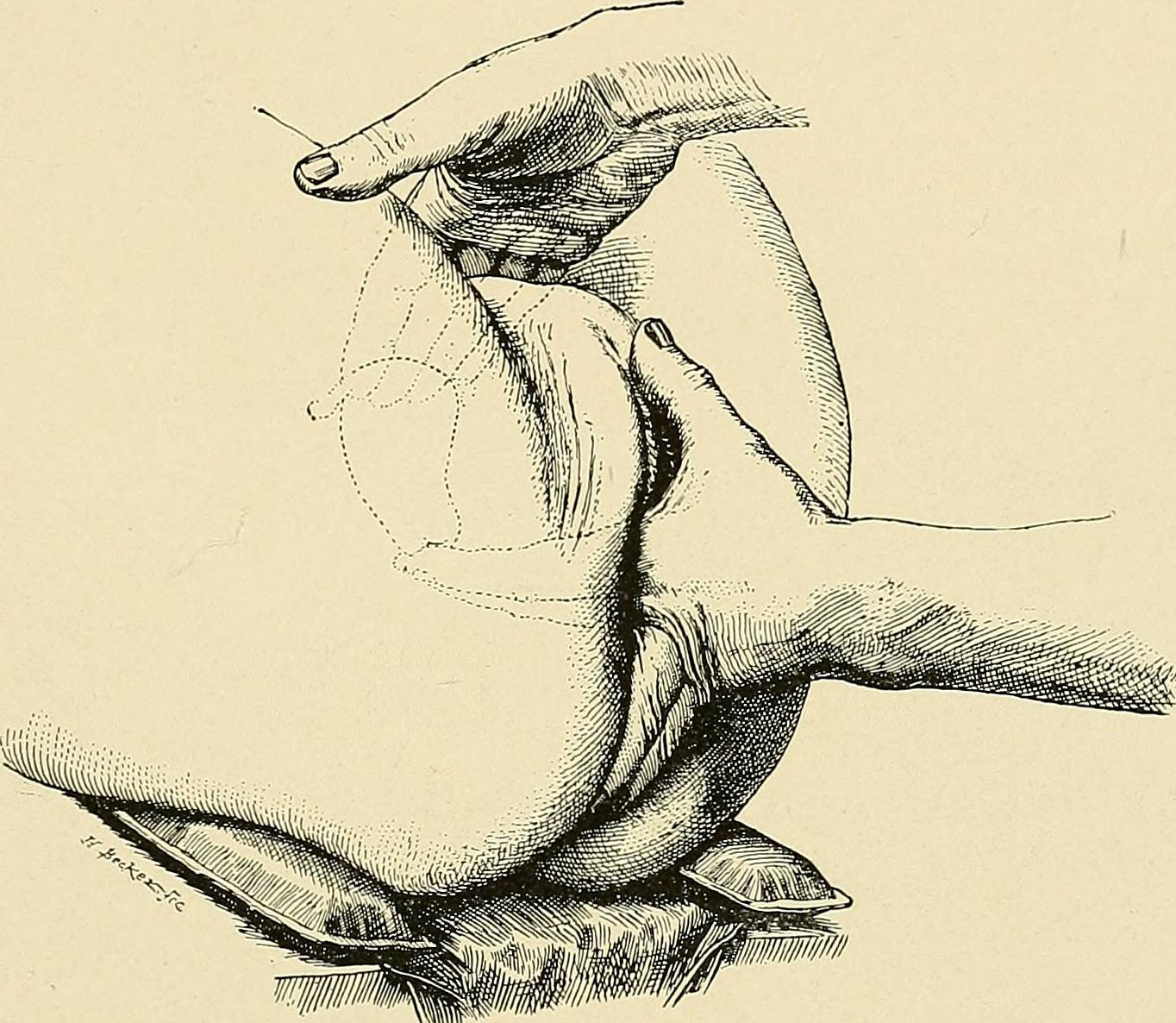
Пальпація матки (зображена пунктиром). The diagnosis and treatment of diseases of women (1907)

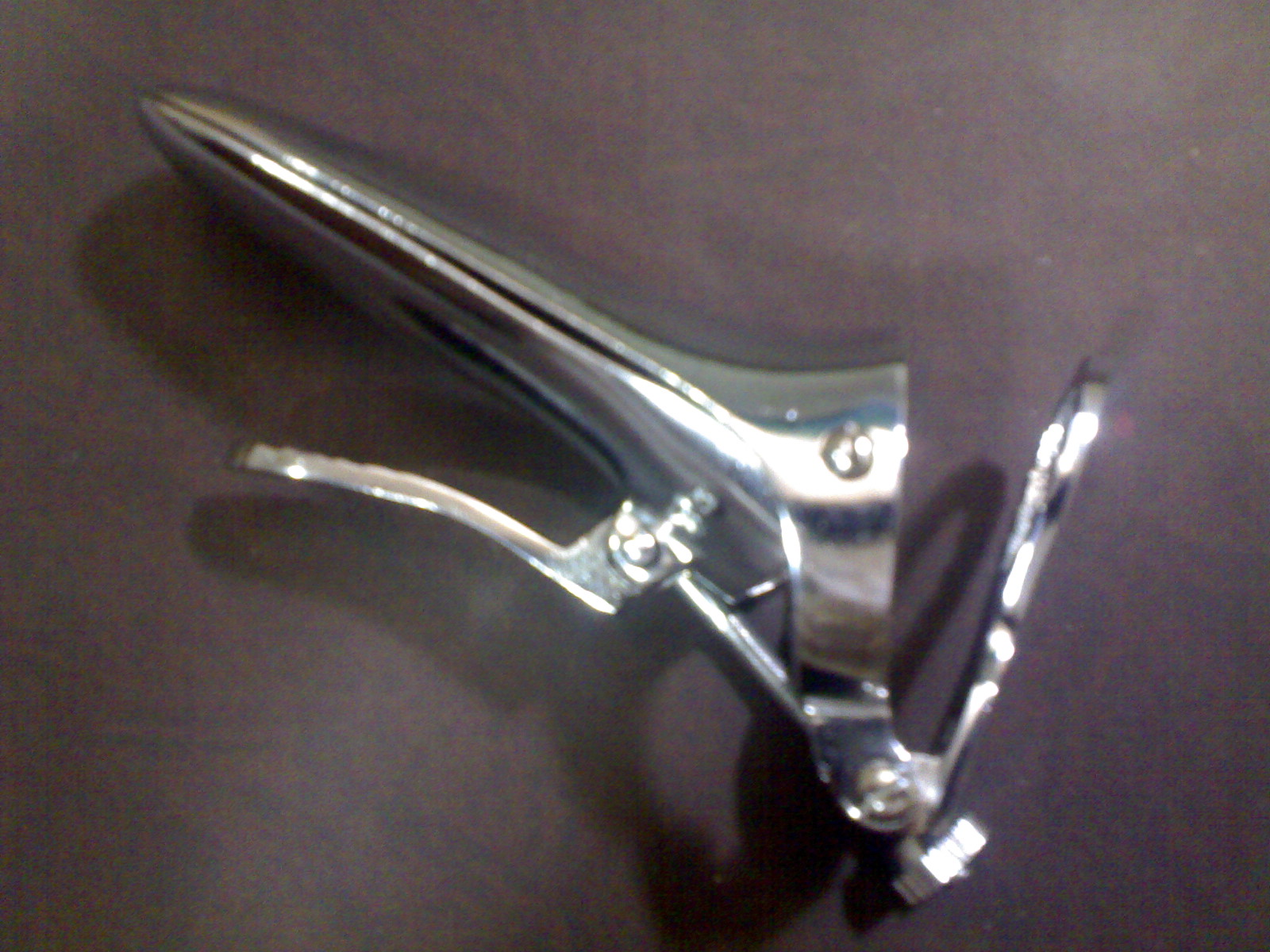
Самоутримуюче двостулкове вагінальне дзеркало Куско (закрите)

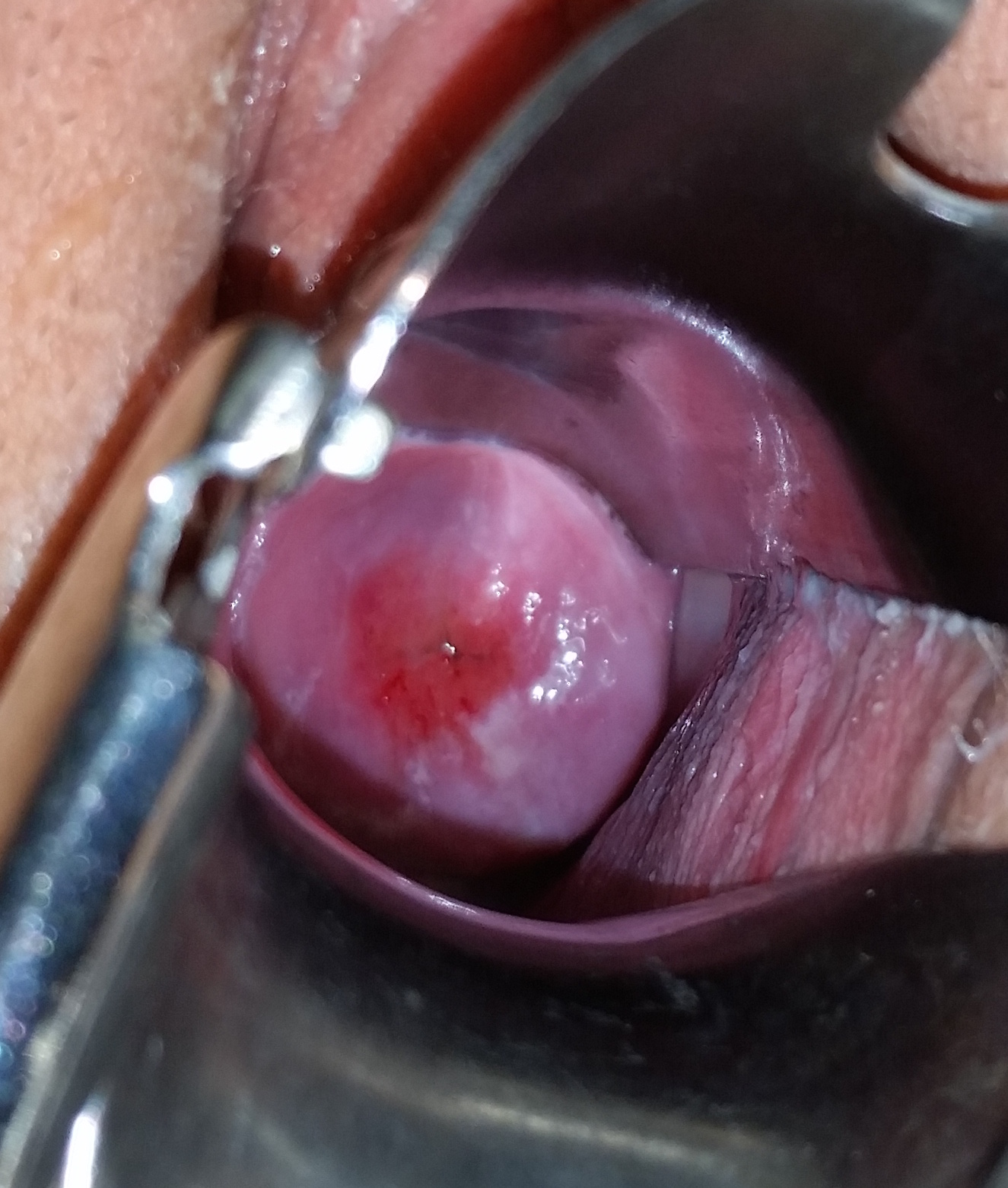
Шийка матки жінки, яка не народжувала, після менструації, з безсимптомним ектропіоном (огляд дзеркалом).

### Етапи та види огляду
Огляд проходить у гінекологічному кріслі. Обстеження можна проводити в стані неспання в клініці та відділенні невідкладної допомоги або під наркозом в операційній.
Зовнішній огляд включає (жирним виділені обов'язкові процедури):
- Інтерв'ю (день менструального циклу, скарги, нові сексуальні партнер(к)и та засоби безпеки, зміни в прийомі контрацептивів тощо).
- Огляд і пальпація грудей (молочних залоз),
- Ультразвукове дослідження молочних залоз,
- Мамографія (рентген молочних залоз),
- Огляд зовнішніх геніталій: великих та малих статевих губ, клітора, а також уретри, на предмет деформацій, виділень, висипів, утворень.

Внутрішній огляд включає у більшості випадків:
- Вагінальне обстеження із пальпацією (бімануальне обстеження) для оцінки матки, яєчників і фаллопієвих труб. Лікар(ка) руками у стерильних рукавичках пальпує через вагіну матку з матковими трубами.

- Вагінальне обстеження гінекологічним дзеркалом (розширником) для візуалізації стінок вагіни та шийки матки[9]. Лікар(ка) вводить стерильний розширник у вагіну та розширює вагінальний отвір, завдяки чому візуально обстежує внутрішні геніталії.
- Інтравагінальне ультразвукове дослідження; УЗД-апарт в презервативі вводиться у вагіну та в режимі реального часу досліджуються з виведенням на екран внутрішні геніталії.
- Забір зразка клітин і рідини (гінекологічний мазок) для виявлення інфекцій, що передаються статевим шляхом. Результати аналізуються на предмет кількості лейкоцитів і бактерій (нормальної та патологічної мікрофлори).
- Зішкріб епітелію з шийки матки для оцінки ризику раку шийки матки (тест Папаніколау)[9]. Після цитологічного аналізу матеріалу на вірус папіломи людини можна робити висновок про ризик раку шийки матки, який викликає цей вірус. Після ПАП-тесту незначні кров'янисті виділення протягом дня вважаються нормою.
- Кольпоскопія вагіни і шийки матки, гістероскопія тощо.

## Огляд вагітних
Під час вагітності регулярне відвідування гінеколога обов'язкове: у першу половину вагітності раз на місяць, з 28—29 тижня — раз на два тижні, а з 36 тижня рекомендовані щоденні відвідування гінеколога. Обов'язкові огляди проводяться при постановці на облік, на 30 тиждень та перед пологами. Додаткові огляди можуть бути рекомендовані у випадку ризику викидня або інфекційних ускладнень. Особливостями гінекологічного огляду вагітних жінок є обов'язкове виявлення маткового тонусу або кров'янистих виділень при загрозі викидня.

## Додаткові матеріали
- Перший візит до гінеколога. Як підготуватись до гінекологічного огляду?
- Інструменти, які використовуються при гінекологічному огляді
- Техніка взяття ПАП-тесту. Кафедра акушерства та гінекології № 1 НМУ ім. О. О. Богомольця